# Smile (Martin Garrix)
Smile is een nummer van de Nederlandse dj Martin Garrix uit 2024, in samenwerking met de Zweeds-Amerikaanse band Carolina Liar.
"Smile" is een vrolijk nummer dat gaat over een jongen die hoopt dat hij zijn geliefde kan laten glimlachen. Het was de tweede keer dat Garrix en Carolina Liar-frontman Chad Wolf samenwerkten; Wolf zong in 2017, zonder zijn band, het nummer "Hold On & Believe" van Garrix in. De plaat werd een hit in Nederland en bereikte de 25e positie in de Nederlandse Top 40. Hiermee was het voor het eerst in 14 jaar dat Carolina Liar weer in de Top 40 stond, na de hits Show Me What I'm Looking For (2009) en I'm Not Over (2010). In de Vlaamse Ultratop 50 bereikte het nummer de 45e positie.

## Tracklijst
Muziekdownload
1. "Smile" - 3:12